# Doctor! Doctor!
Doctor! Doctor! är en låt av den brittiska gruppen Thompson Twins. Den släpptes som den andra singeln från albumet Into the Gap i januari 1984. 
Liksom den föregående singeln Hold Me Now blev den en stor framgång med 3:e plats på brittiska singellistan och en 11:e plats i USA. Den nådde även 18:e plats på amerikanska Hot Dance Club Songs samma år. I Sverige blev den Veckans Smash Hit i Poporama den 5 april 1984.

## Utgåvor
7" singel
1. "Doctor! Doctor!" (3:58)
2. "Nurse Shark" (4:08)

12" singel
1. "Doctor! Doctor!" (7:50)
2. "Nurse Shark" (4:05)